# Johan David Åkerblad
Johan David Åkerblad (6. května 1763, Stockholm – 8. ledna 1819, Řím) byl švédský diplomat a orientalista, žák Silvestra de Sacy. Za svého působení v Paříži se seznámil s kopií Rosettské desky a na jejímž základě se pokusil o rozluštění staroegyptského hieroglyfického písma. Porovnáním textů správně určil zapsaná osobní jména a také základní číslovky. Protože všechna slova, která přečetl, se shodou okolností skládala pouze z abecedních jednohláskových znaků, vyvodil z toho chybný závěr, že všechny znaky egyptských písemných systémů jsou abecední.